# 2012年ロンドンオリンピックのイギリス領ヴァージン諸島選手団
2012年ロンドンオリンピックのイギリス領ヴァージン諸島選手団（2012ねんロンドンオリンピックのイギリスりょうヴァージンしょとうせんしゅだん）は、2012年7月27日から8月12日までイギリスのロンドンで開催されたロンドンオリンピックイギリス領ヴァージン諸島選手団の名簿。

## 選手団
- 人員: 選手 2人
- 開会式旗手: タヘシア・ハリガン＝スコット

## 種目別選手・スタッフ名簿及び成績

### 陸上競技
- J'maal Alexander（男子100m）10秒92 予備予選敗退
- タヘシア・ハリガン＝スコット（女子100m）11秒59 予選敗退